# Giant Metrewave Radio Telescope
Le Giant Metrewave Radio Telescope (GMRT), situé près de Pune, en Inde, est un observatoire astronomique constitué de plusieurs radiotélescopes formant, lors de son inauguration, le plus grand interféromètre du monde,
. Il est exploité par le National Centre for Radio Astrophysics (en) (NCRA) du Tata Institute of Fundamental Research.

## Localisation
Le GMRT est situé à environ 80 km au nord de Pune, à Khodad (en). La ville la plus proche est Narayangaon (en), située à environ 9 km du site principal. Le bureau du NCRA, quant à lui, est situé sur le campus de l'université de Pune.

## Spécialités
L'un des principaux objectifs du télescope est d'étudier les premières centaines de millions d'années de l'univers à l'aide d'observations de la raie HI, une raie spectrale émise par l'hydrogène neutre dans le domaine des ondes radio, à une longueur d'onde de 21 cm.
Des astronomes utilisent régulièrement le GMRT afin d'observer des objets célestes tels les régions HII, galaxies, pulsars, supernovas ainsi que le Soleil.

## Activités
Chaque année, lors de la National Science Day, l'observatoire invite le public et les groupes scolaires locaux à visiter le site. Un concours scientifique est organisé et des prix sont remis aux gagnants.
Le 19 octobre 2016, en raison des positions relatives de la Terre et de Mars, c'est du GMRT que sont arrivées les premières nouvelles de l'atterrisseur Schiaparelli de la mission ExoMars 2016,.